# Вірачі (національний парк)
Національний парк Вірачі (англ. Virachey) — національний парк в північно-східній Камбоджі. Хоча частково охоронювана флора і фауна є міжнародним пріоритетом збереження, парк перебуває під серйозною загрозою від незаконних рубок в регіоні.
Парк є одним з усього лише двох камбоджійських парків АСЕАН спадщини і є одним з найпріоритетніших регіонів для збереження в Південно-Східній Азії. Парк перекриває регіони англ. Ratanakiri і англ. Stung Treng в північно-східній Камбоджі. Охоплює площу 3,325² км.
Національний парк Вірачі було створено королівським указом щодо створення та статусу охоронюваних територій, виданим 1 листопада 1993 р. Перебуває у віданні Міністерства навколишнього середовища Камбоджі.

## Опис
Розташований в найглибших і віддалених джунглях Камбоджі, Вірачі значною мірою недосліджений хоча має велике різноманіття дикої природи, водоспади і гори. Парк включає в себе щільні напів-вічнозелені низовини, гірські ліси, височини саванни, бамбукові чагарники і випадкові фрагменти змішаних листяних лісів. Велика частина території лежить вище 400 м до 1500 м н.р.м.